# Архангельське намісництво
Арха́нгельське намі́сництво (рос. Архангельское наместничество) — адміністративно-територіальна одиниця в Російській імперії в 1784 — 1796 роках. Адміністративний центр — Архангельськ. Створене 26 березня 1784 року на основі Архангельської області Вологодського намісництва. Складалося з 7 повітів. 31 грудня 1796 року перетворене на Архангельську губернію.

## Повіти
1. Архангельський (Архангельськ)
2. Кольський (Кола)
3. Мезенський (Мезень)
4. Онезький (Онега)
5. Пінезький (Пінега)
6. Холмогорський (Холмогори)
7. Шенкурський (Шенкурськ)

## Карти

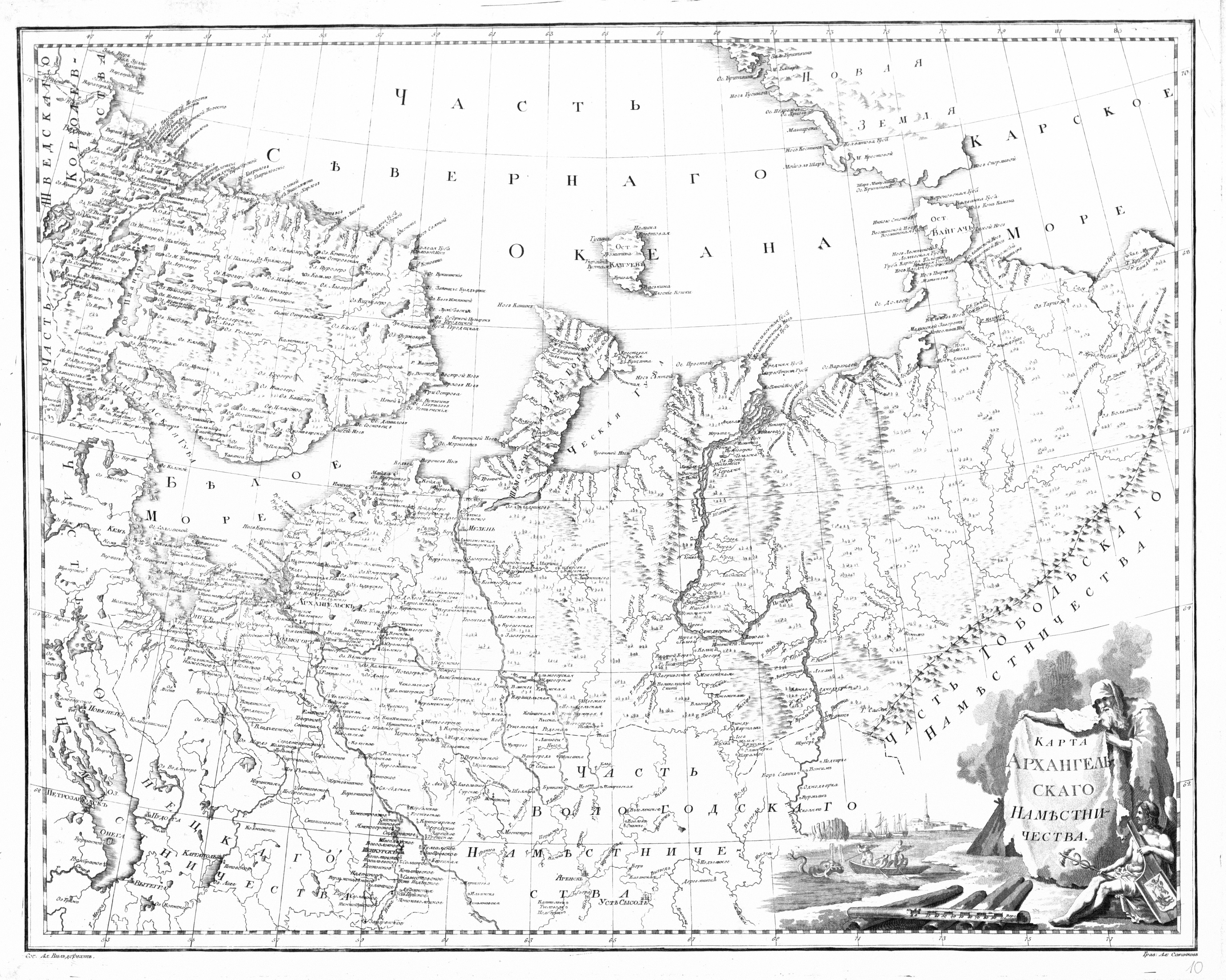
Російський атлас 1792
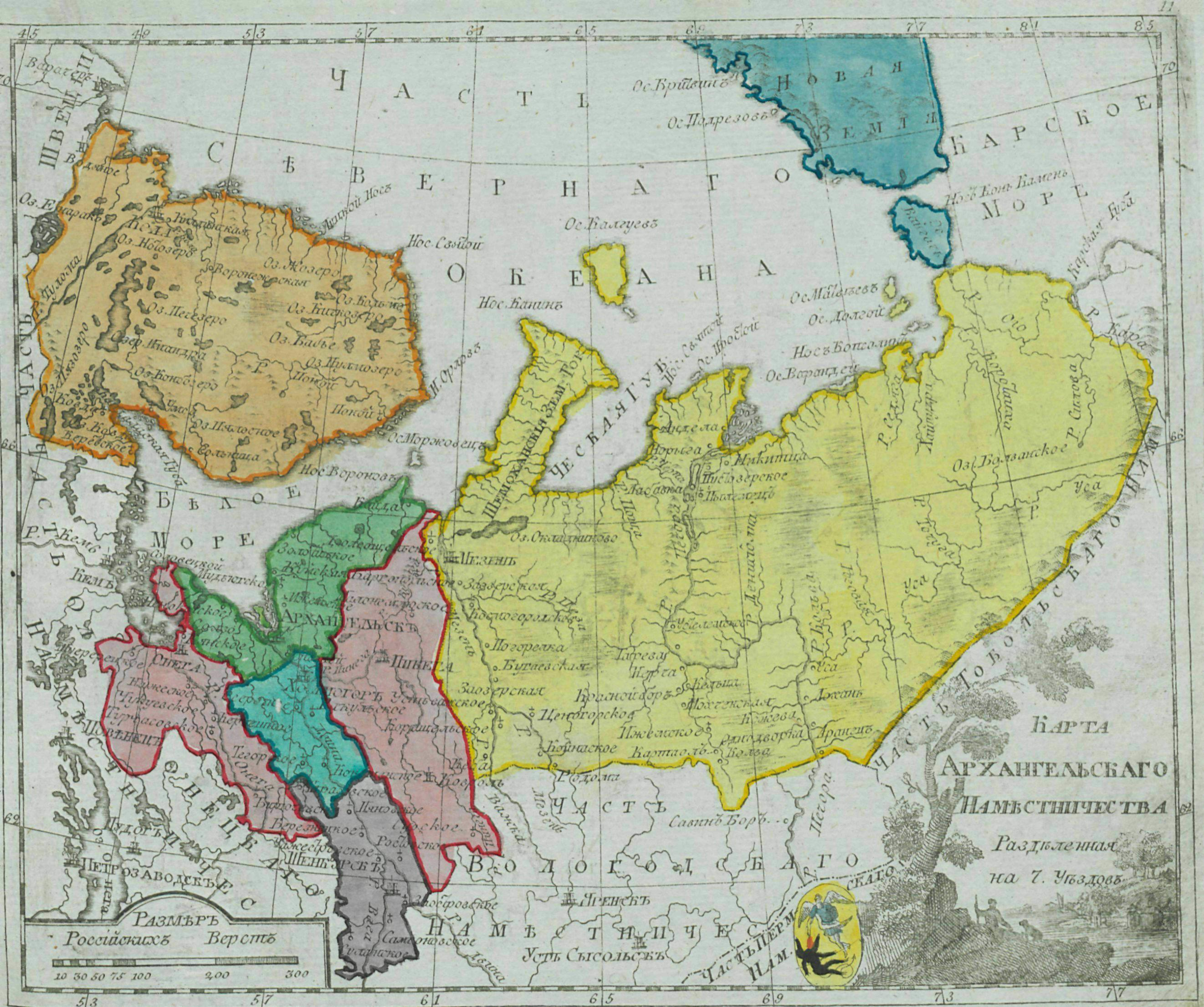
Атлас Російської імперії 1792
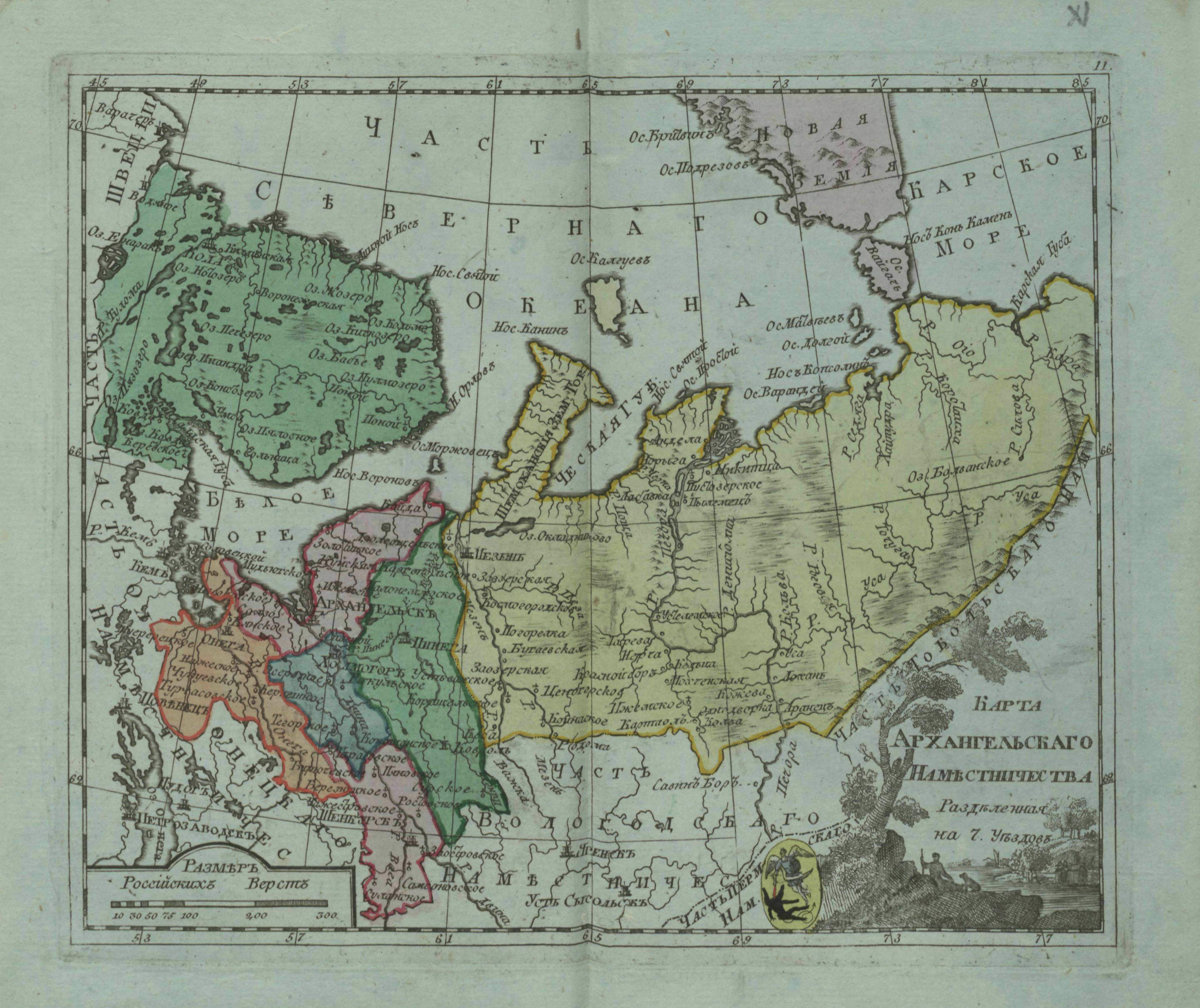
Атлас Російської імперії 1796